# Tetraidroarmina
La tetraidroarmina è un alcaloide  appartenente alla famiglia degli alcaloidi armalinici, presente nella ruta siriana (Peganum harmala) ed in altre piante.
È un debole inibitore del reuptake della serotonina.